# ライオンズ・クラシック
ライオンズ・クラシック（Lions Classic）は、プロ野球・埼玉西武ライオンズが、球団の歴史を振り返るために行うイベント。2008年から始まり2014年まで毎年開催され、以降は不定期開催となっている。

## 主な内容

### 2008年
ライオンズの福岡県福岡市から埼玉県所沢市への移転30周年を記念して、アサヒビール協賛による「アサヒスーパードライ・ライオンズ・クラシック」として行われた。
- ライオンズ試合時に西鉄ライオンズのユニフォームを着用（ユニフォームのバージョンは1954年（昭和29年）から1959年（昭和34年）に使用されたもの）。また、これらの試合はサブテーマが設けられ、1950年代のライオンズ黄金時代を回顧する企画が豊田泰光の監修で行われた[1]。
- 埼玉西武ライオンズが西鉄ライオンズのユニフォームを着て試合を行ったのは以下の試合。
  - 「第1章・ライオンズの栄光」対千葉ロッテマリーンズ戦（6月28日、29日）
    - 同カードは6月27日にもあったが、埼玉県営大宮公園野球場で行われたため対象外だった。

  - 「第2章・因縁の対決」対東北楽天ゴールデンイーグルス戦（7月5日、6日）
  - 「第3章・野武士軍団」対オリックス・バファローズ戦（7月28日、29日）
  - 「第4章・神様・仏様・稲尾様」対北海道日本ハムファイターズ戦（8月10日-12日）
  - 「第5章・伝説となった平和台」対福岡ソフトバンクホークス戦（8月19日-21日）

- 各章ごとの主旨
  - 第1章　1950年代、ライオンズは稲尾、中西、豊田らを擁し4回のリーグ優勝。うち1956～58年には巨人を下して3年連続日本一を達成した。そのライオンズ黄金時代を振り返る
  - 第2章　1950年代は南海と西鉄がほぼ優勝を分け合う2強時代であったが、特に西鉄・稲尾vs南海・野村の名勝負が有名であった
  - 第3章　1950年代の主力選手たちをファンは「野武士軍団」と呼び、選手個々のパフォーマンスに魅了された
  - 第4章　4度の最多勝利や5度の奪三振王など数多くのタイトルを手中に納めたライオンズの偉大なるエースで、2007年（平成19年）に永眠した稲尾をしのぶ
  - 第5章　1950年（昭和25年）から1978年（昭和53年）までライオンズ（1950年は西鉄クリッパース）が本拠地としていた平和台球場は数多くの名勝負、名場面を繰り広げてきた。1989年（平成元年）から1992年（平成4年）まで同球場を本拠地としていたソフトバンク（1989～92年当時は福岡ダイエーホークス）を迎え撃ち、改めて平和台時代の古きよき時代を振り返る[2]

- 西鉄ライオンズグッズの販売（ライオンズベースボールショップ製、「主な出来事」参照）
- 入場者に西鉄ライオンズが紙面を飾った西日本スポーツの復刻新聞記事プレゼント
- 西武ドームのLビジョンでの西鉄時代の映像上映
- 西武ドーム前広場での九州特産市の開催
- 講演「ライオンズ史研究室」の開催
  - 西武ドーム横の中華料理店「獅子」のイベントルームにて各カードごと1回ずつ、全5回にわたって球団主催で開催された。講師はプロ野球界の復刻ユニフォーム・ブームのきっかけを作った「プロ野球ユニフォーム物語」の著者である綱島理友、第3回、第4回、第5回はスポーツ報知で西鉄担当だった田村大五が参加し対談形式で行われた。

#### 主な出来事
- ライオンズ・クラシック初日となった6月29日のロッテ戦の始球式はこのイベントのエグゼクティブプロデューサーで西鉄OBの豊田泰光が行った。
- 西鉄のマネージャーだった藤本哲男が開いた福岡市中央区のスポーツ用品店「ライオンズベースボールショップ」に対し、福岡時代のライオンズの歴史を伝え続けた功績を称えて感謝状が贈られた。同店はライオンズが埼玉県に移転した1979年に開業し、このライオンズ・クラシックでも販売された西鉄時代の帽子や旗、レプリカユニフォームの製作や販売を続けていた。
- 8月11日の日本ハム戦では、1950年の球団創設以来4000勝を達成した。
- このイベントには1950年から1972年（昭和47年）までライオンズ（1950年はクリッパース）の親会社だった西日本鉄道も協賛した[3]。西日本鉄道では「西鉄メモリアルデー」に西鉄ライオンズ時代の球団ロゴマークをモチーフとしたバスカードを販売した[4]。

### 2009年

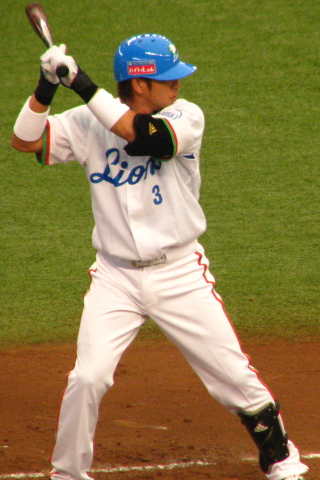
2009年のライオンズ・クラシックユニフォームを着用する中島裕之

2009年（平成21年）は、埼玉県にフランチャイズを移転してからの1980年代の「西武ライオンズの黄金時代」をテーマに、西武OBの野球評論家で元四国・九州アイランドリーグコミッショナーの石毛宏典が監修を勤めた。
- 期間中はライオンズが所沢に移転した1979年（昭和54年）から2003年（平成15年）まで使用されたユニフォームを使用した[6]。
- 2008年と同じように対象試合ではそれぞれにサブテーマを設け、1980年代のライオンズを回帰する試みを行った。
- 一部の試合でゲーム後に当時のライオンズが舞台になったアニメ作品「がんばれ!!タブチくん!!」を上映した。
  - 「第1章・西武ライオンズ誕生～西武ライオンズ球場とともに」　6月27・28日ソフトバンク戦
    - 同カードは26日にも行われたが、大宮公園野球場で行われたため対象外。

  - 「第2章・時代を彩った名勝負～ライバルを生み出した実力のパ」　7月10・11・12日オリックス戦　
  - 「第3章・悲願の日本一奪還～黄金時代への礎」　8月4・5・6日日本ハム戦
    - 4日は大宮公園野球場での開催ながら、ライオンズ・クラシックの対象試合となった。

  - 「第4章・黄金時代到来～球史に輝く栄光の歴史」　8月21・22・23日ロッテ戦
    - 22・23日は薄暮デーゲームで17時試合開始。

  - 「第5章・獅子の名選手～ライオンズスピリットの伝承」　8月25・26・27日楽天戦
    - 「ライオンズ・クラシック2009ナイトシアター・がんばれ!!タブチくん」上映日　7月10日、8月5日、8月21日、8月26日のそれぞれ試合終了から20分程度に渡り、バックスクリーンの電光掲示板「Lビジョン」にて上映。但し、試合が遅延して21:30以後に終了した場合はその日の上映は中止し後日延期とする。

- 各章ごとの主旨
  - 第1章　福岡から埼玉へフランチャイズを移し、西武ライオンズ球場（現：ベルーナドーム）が誕生。[7]新生ライオンズの原点はここにあった
  - 第2章　1980年代、パ・リーグの盟主となったライオンズ黄金時代を彩った名勝負の数々を振り返る
  - 第3章　1982年、埼玉移転後初優勝および日本一（福岡時代を含めると24年ぶり）に輝いたライオンズ。これはその後の西武ライオンズ黄金時代の単なる序章にしか過ぎなかった
  - 第4章　広岡・森体制で1980年代から90年代前半にかけて数多くのリーグ優勝のタイトルを手にした西武ライオンズの歴史は、パ・リーグの歴史に残る輝かしい栄光の歴史でもあった
  - 第5章　1980年代、パ・リーグの盟主となったライオンズ黄金時代を彩った名選手の数々を振り返り、ライオンズスピリットを後世に語り継ぐ

#### 主な出来事
- 6月28日の始球式は、西武の渡辺監督がピッチャー、西武OBで対戦相手・ソフトバンクの秋山監督がバッターで行った。
- 7月11日の始球式は、西武OBの田淵幸一と阪急ブレーブスOBの今井雄太郎が対決（その際、今井はブレーブスのユニホームで登場）。
- 8月26日は、ライオンズオフィシャルウェブサイトで募集していた80年代ベストナインを当時の映像とともに発表。

### 2010年

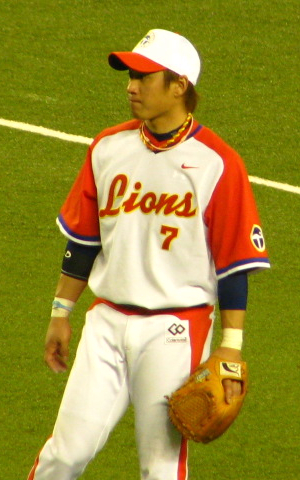
2010年のライオンズ ・クラシックユニフォームを着用する片岡易之

2010年（平成22年）は、キリンビール埼玉支社の特別協賛による「KIRIN presents LIONS CLASSIC 2010」として行われた。
- 期間中は1973年（昭和48年）から1976年（昭和51年）までの太平洋クラブライオンズ時代のユニフォーム（1973年-1974年に着用した白赤のホーム用セカンドユニフォームで、背番号のネームがない1973年版[8]）を着用する。当時のユニフォームとの差異点は、ベルトレスではなくベルト式となっている点。
- シニアエグゼクティブプロデューサーを豊田泰光、2010エグゼクティブプロデューサーを東尾修、監修を綱島理友が務めた。
- ライオンズ・クラシックの開催期間中はラッキー7（西武攻撃時）で太平洋クラブ時代の応援歌「ぼくらの憧れライオンズ」（歌：子門真人）が流れ、赤いジェット風船が飛ばされた。
  - 「第1章・パ・リーグ苦難の時代～ライオンズ消滅の危機～」　6月26・27日オリックス戦
  - 「第2章・実力のパ、名選手・名勝負～名手たちの熱い戦い～」　7月13-15日日本ハム戦
  - 「第3章・仕掛けられた遺恨試合～暴徒と化したファン～」　7月27-29日ロッテ戦
  - 「第4章・戦いを彩った球場～名勝負を演出した、今は無き球場たち～」　8月6-8日ソフトバンク戦
  - 「第5章・ファンサービスの原点～球団存続のために～」　8月27-29日楽天戦
- 各章ごとの趣旨
  - 第1章　黒い霧事件の影響で当時の西鉄ライオンズは球団消滅の危機に立たされそうになり、パ・リーグの存亡も危ぶまれる事態にあった。その当時の時代背景とダメージ回復に努める球団の様々な苦悩を描く
  - 第2章　1970年代は「人気のセ・実力のパ」といわれ、パ・リーグは観客動員などあらゆる面でセ・リーグに大きく劣る状況だったが、セ・リーグに負けない実力選手が数多く存在した
  - 第3章　西鉄時代の平和台事件以来、ロッテ（平和台事件当時は毎日オリオンズ）との遺恨は絶えない。中でもこの1970年代の太平洋対ロッテの試合は常にトラブル沙汰になることが多かったが、そこには観客動員向上に努めようとする球団の企てがあった
  - 第4章　平和台をはじめ、かつては大阪球場、日本生命球場、後楽園球場など数多くの懐かしい球場が存在した。その思い出に残り、現存しない球場の歩みとそこで綴られたドラマを描く
  - 第5章　パ・リーグの灯を消さないために参加チームはそれぞれに試行錯誤を繰り返しながらファンサービスを展開した。そのファンサービスの原点を改めてたどってみる

#### 主な出来事
- 6月26日の始球式は、エグゼクティブプロデューサーの東尾修が務めた。
- 7月13日は、フジテレビ「プロ野球ニュース」の総合司会としてお馴染みの佐々木信也が登場。プロ野球ニュースや70年代のプロ野球界についてトークショーを繰り広げた。また、試合後には当日の試合を「プロ野球ニュース」風に伝えた。
- 8月29日の試合終了後のセレモニーでは、この日ゲストに招かれた太平洋時代の選手が紹介されたが、紹介は太平洋時代の平和台球場のウグイス嬢が務めた。なお、このウグイス嬢は太平洋に選手として在籍していた吉岡悟の妻である（吉岡悟はセレモニーには参加せず）。

### 2011年

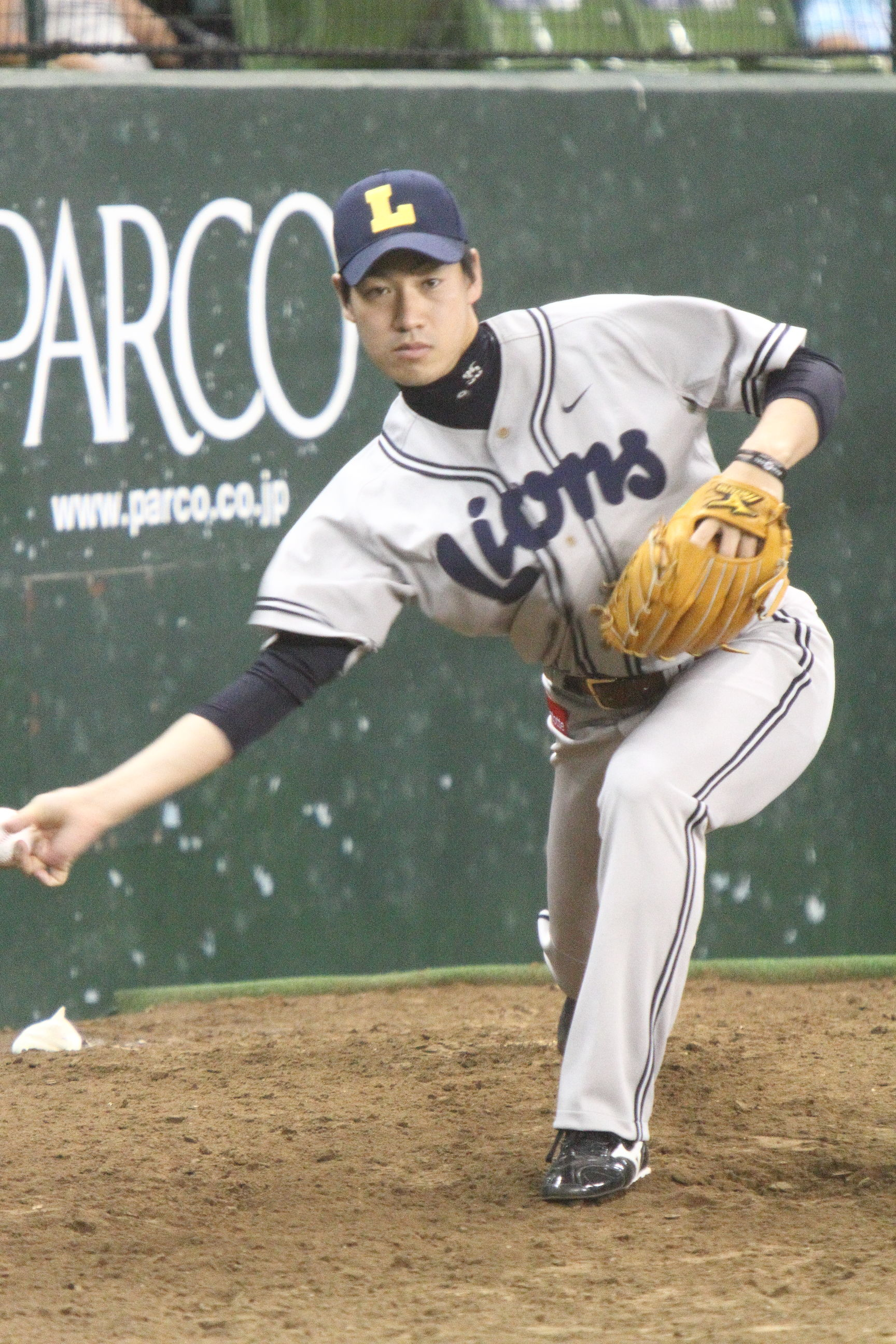
2011年のライオンズ・クラシックユニフォームを着用する牧田和久

ライオンズ生誕60周年となる2011年（平成23年）は、西鉄ライオンズが誕生した1951年（昭和26年）のユニフォームを復刻。
- メインテーマは「勝利のDNAを継承せよ!」で、ライオンズ初代監督三原脩の生誕100年となったこの年は、タイトル通り西鉄初期から現在に至るまでの「勝利のDNA」の源流を探る企画が行われた。
- シニアエグゼクティブプロデューサーは豊田泰光が前年に引き続き担当。また特別ゲストに中西太、特別監修に三原の三男である三原修久を迎えておくる。監修は綱島理友。
- ライオンズ・クラシックの開催期間中はラッキー7（西武攻撃時）で西鉄時代の球団歌「西鉄ライオンズの歌」が流れる。
  - 「第1章・ライオンズ誕生〜ライオンズ誕生の原点を振り返る〜」7月9日 - 11日 オリックス戦
  - 「第2章・三原脩が築いた西鉄ライオンズ〜知将・三原脩の野球理論〜」7月25日 - 28日 ロッテ戦
  - 「第3章・伝説の名勝負と三原脩の名言〜現在に残る名台詞〜」8月9日 - 11日 日本ハム戦
  - 「第4章・三原脩とライオンズのスターたち〜伝説となった野武士軍団の成り立ち〜」8月16日 - 18日 楽天戦
  - 「第5章・継承される「勝利への執念」〜ライオンズのDNA〜」9月2日 - 4日 ソフトバンク戦
- 各章ごとの趣旨
  - 第1章　1950年に日本プロ野球史上初[9]となる九州地方を本拠地とするチームが2チーム（西鉄クリッパースと西日本パイレーツ）誕生した。しかし西日本パイレーツは経営難に陥って1年で西鉄クリッパースへの合併を決断。「西鉄ライオンズ」としてスタートする。
  - 第2章　新生西鉄ライオンズは、巨人の名将だった三原脩を監督に迎える。強豪ライオンズを育て上げるその要因は得点能力を高める「流線型打線」。強打者を4番→3番→5番→2番という順番に配置し、今日のクリーンナップと呼ばれる打線の構築を作りあげる。
  - 第3章　三原ライオンズは1954年にパ・リーグ初優勝。そしてその2年後の1956年（昭和31年）、水原茂率いる巨人と日本シリーズで因縁の対決を迎えることになった。当時マスコミが「巌流島の戦い」と取り上げるように、開幕前から異様な熱気が包まれたが、巨人を相手に4勝2敗で日本一のペナントを初めて関門海峡を越えて九州の地に持って帰ることに成功。ライオンズ黄金時代の始まりであった。三原は「野球は筋書きのないドラマ」といった名言を数多く残し、球史に残る名将となるのである。
  - 第4章　三原の考える野球のスタンス、チーム力の強化は「遠心力野球」だと後に語っている。三原は「選手は惑星。それぞれが起動を持ち時には軌道を踏み外す。その発散するエネルギーは強大。遠心力野球はそれを最大限の極限に発揮させる」と、ここのパフォーマンスや自主性を重んじた野球を展開して常勝軍団に育て上げた。
  - 第5章　1931年（昭和6年）の春の早慶戦。当時慶応のピッチャー・水原の牽制球のスキを付いて、早稲田の三原はホームスティールを試み成功。これが引き金となり早稲田が勝利した。三原はこの試合での勝利の執念を後の自らの原点と語る。更に時にファンや選手に意標を付かせる「三原魔術」と呼ばれる戦術も勝利への執念の賜物であるといわれている。三原曰く「歴史は勝者によって語り継がれていく」。

### 2012年
2012年（平成24年）は、6月10日に西鉄ライオンズOBで元監督の稲尾和久が生誕75周年を迎えるのを機に、稲尾の背番号「24」を埼玉西武ライオンズ初の永久欠番とすることを決定。それを記念して、7月1日の対日本ハム戦にて『ライオンズ・クラシック2012 稲尾和久生誕75周年 永久欠番メモリアルゲーム 〜背番号「24」の記憶〜』と題して開催。
- この試合では、日本プロ野球史上初の試みとして、西武の監督・コーチ・選手全員が西鉄ライオンズの背番号「24」の復刻ユニフォームを着用。ユニホームのデザインは稲尾が1シーズン勝利数の日本記録「42」を挙げた1961年当時のものを再現している。
- 西武のスタメン紹介はウグイス嬢が紹介した（日本ハムは従来通りスタジアムDJが紹介）。
- 試合当日のイベントとして、稲尾の功績を振り返るセレモニーが行われた。
- 前年に続きラッキー7では「西鉄ライオンズの歌」が流れた。
- 始球式は稲尾和久の長女・庄野多香子（元タレント、現在は日本テレビ社員）が務めた。

### 2013年
2013年（平成25年）は、西武鉄道100周年記念事業の一環として、かつて西武鉄道（初代。現在の西武新宿線を経営していたが、戦時統合により現在の西武池袋線を経営していた武蔵野鉄道、食糧増産との合併で、西武農業鉄道→2代目西武鉄道に。法人としての存続会社は旧武蔵野鉄道）沿線の上井草球場（施設は現存しない。球場敷地跡には杉並区立上井草スポーツセンターが存在する）を本拠地としていた東京セネタース（1936 - 1940。のち戦時下の球団再編を経て西日本鉄道の経営による西鉄軍となるが西鉄クリッパース→ライオンズとのつながりは無い）の復刻ユニフォームを着用し、7月26日から7月28日までの対オリックス3連戦にて『東京セネタースと西武鉄道の物語』と題して開催。

オリックス戦が対象試合となったのは、セネタースの公式戦初戦の相手がオリックスの前身にあたる阪急軍であったことに由来する。

### 2014年

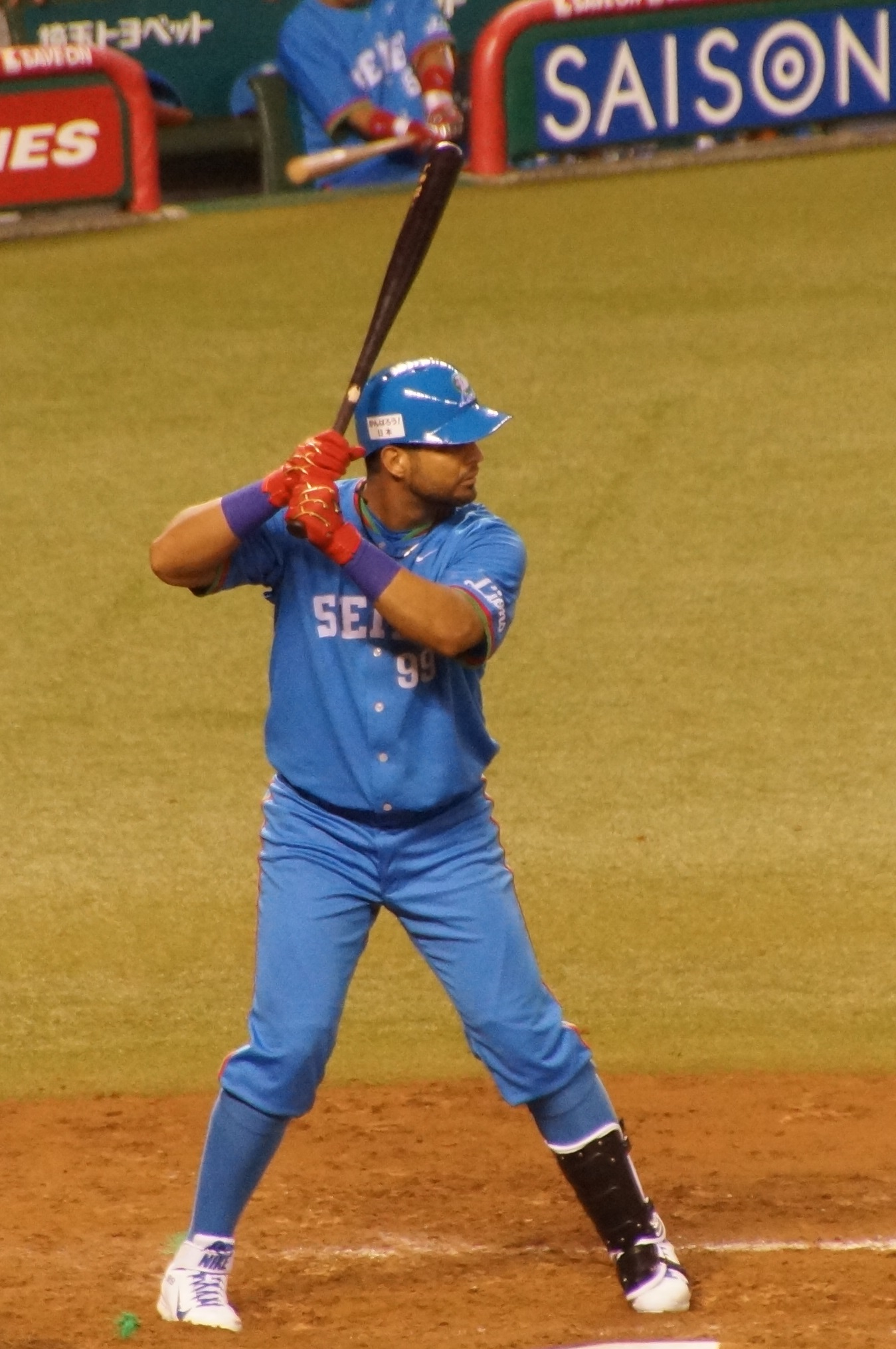
2014年のライオンズ・クラシックユニフォームを着用するエルネスト・メヒア

2014年（平成26年）は、1979年から1995年に用いられたビジターユニフォームを着用し、6月27日から6月29日までの対ソフトバンク3連戦にて『ライオンズブルーの衝撃』と題して開催。三菱電機と伊藤忠テクノソリューションズが特別協賛に入った。

なおこの試合では、ソフトバンクも福岡県への移転1年目だった1989年当時のユニホームを使用した。

### 2018年

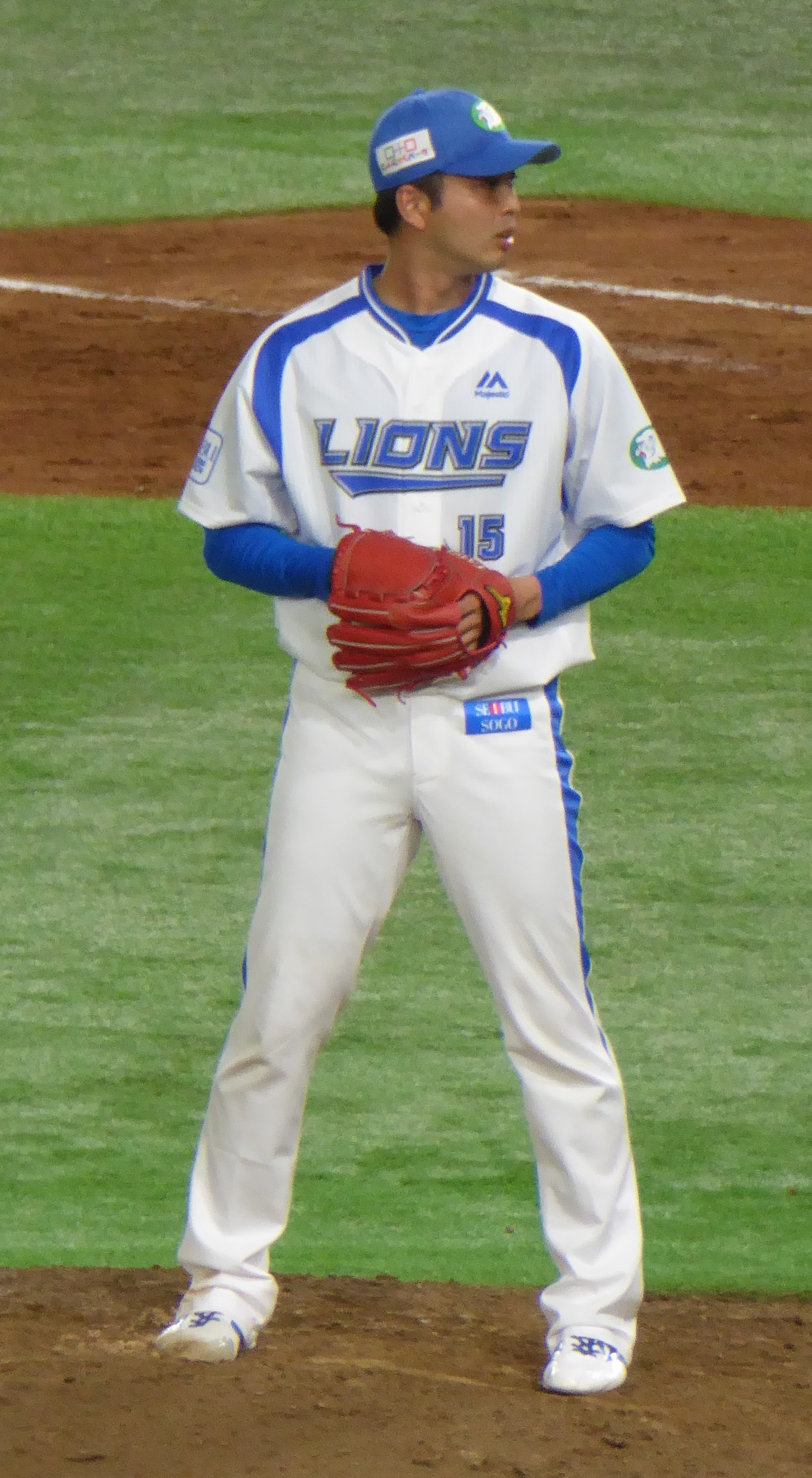
2018年のライオンズ・クラシックユニフォームを着用する大石達也

2018年（平成30年）、株式会社西武ライオンズ40周年事業の一環として4年ぶりに「ライオンズ・クラシック2018」と銘打って開催。2度の日本一に輝いた2004年～2008年までのホーム用ユニフォームを着用した（サプライヤーがマジェスティックに変更されているため、ナイキ製だった当時のものとは若干の差異が見られる）。また、4月17日には球団史上初めて東京ドームで主催試合（対日本ハム戦）を開催した

### 2022年

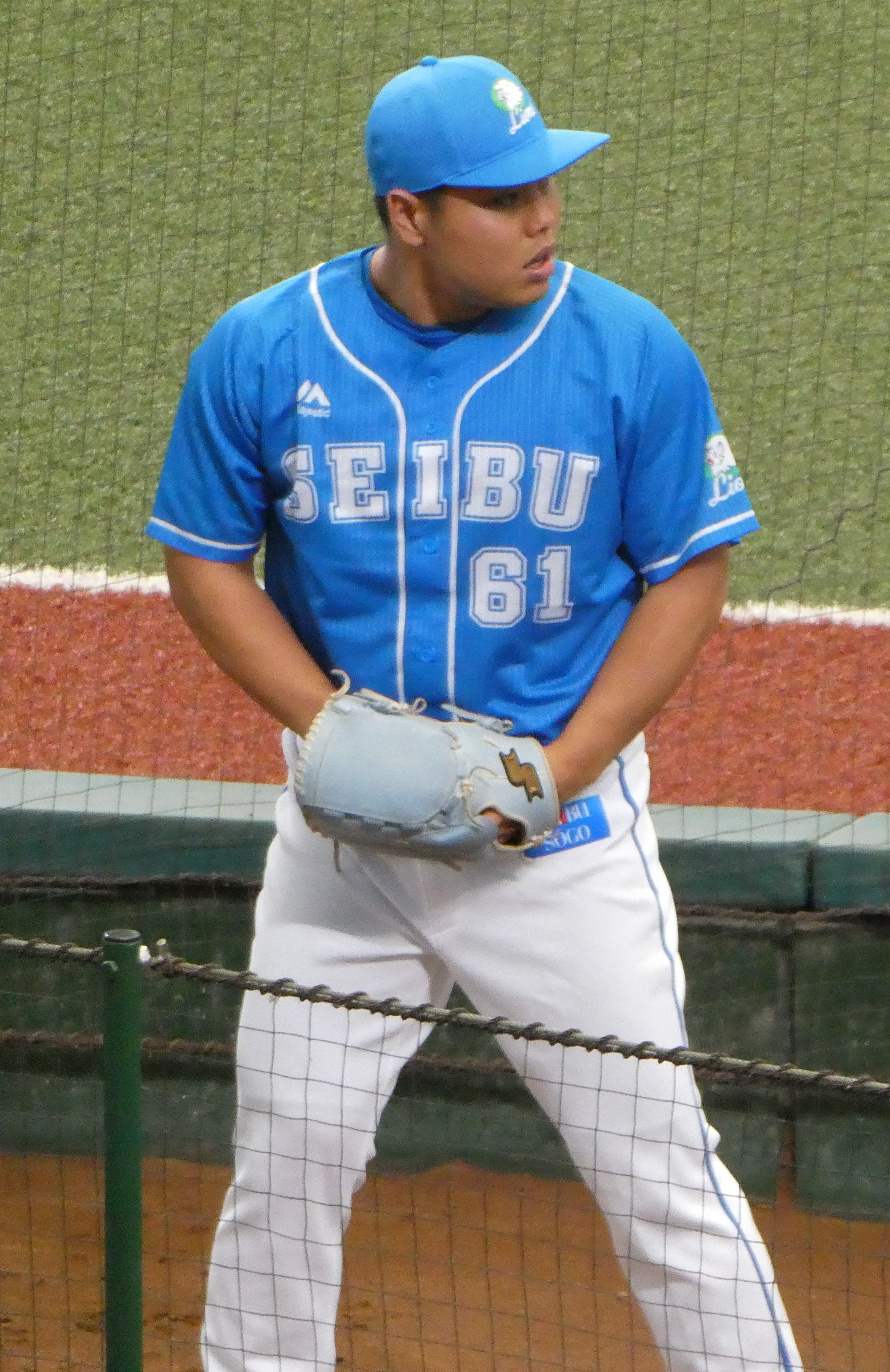
2022年のライオンズ・クラシックユニフォームを着用する平良海馬

2022年（令和4年）、令和初の開催。東尾修監督時代に使用していた1996年～2001年までのビジター用ユニフォームを着用する（サプライヤーがマジェスティックに変更されているため、ミズノ製だった当時のものとは若干の差異が見られる）。ヨコオデイリーフーズが協賛に入った。
今回は二軍戦でも復刻ユニフォームを着用する。
- 開催日程とサブタイトル
  - 「第1章・パ・リーグ戦国時代、王者への挑戦」4月22日 - 24日 楽天戦
  - 「第2章・連覇へ。新たなる本拠地"西武ドーム"」7月2日 - 3日 ソフトバンク戦（7月1日も予定していたが中止）
  - 「第3章・新世紀のライオンズ、怪物伝説の始まり」9月10日 - 11日 日本ハム戦
- 各章ごとの趣旨
  - 第1章：1994年のシーズン終了を以て森祇晶が監督を退任し、新たに東尾修を監督に迎えた西武。これまで黄金期を支えていた工藤公康、石毛宏典、平野謙、秋山幸二、清原和博、辻発彦が西武を去る一方、西口文也、豊田清、石井貴、森慎二、松井稼頭央、高木大成、小関竜也、和田一浩らが入団。これらの若手選手が台頭してゆく。
  - 第2章：「Hit! Foot! Get!」のスローガンを掲げ、1997年にリーグ優勝を果たした西武。連覇を成し遂げた1998年、西武ライオンズ球場は西武ドームに生まれ変わろうとしていた。
  - 第3章：1998年のドラフト会議で競合の末松坂大輔を1位指名した西武。開幕3戦目の東京ドームで行われた日本ハム戦で松坂はプロ初登板初先発を迎える。その1回裏、片岡篤史に対して投じた一球が155km/hを計測し、プロ初登板初勝利を挙げた。そして迎えたイチローとの初対決で3打席連続三振を奪うなど、最多勝などのタイトルを獲得。東尾監督最終年となった2001年、規格外のパワーを持つカブレラが入団し、この年49本塁打を放つ。この章では2人の怪物伝説を探ってゆく。

## 関連イベント
- 福岡三越において、2008年9月4日から17日まで「よみがえる西鉄ライオンズ展」が開催された。
- 西武グループが運営していたアイスホッケーチームのSEIBUプリンス ラビッツが2009年1月11日の王子イーグルス戦で「ラビッツ・クラシック」と銘打ち、西武鉄道アイスホッケー部時代のユニフォームを着用した。
- 西武鉄道は2011年11月27日から初代特急車両の塗装を現行特急車両に施した「レッドアロークラシック」を運行している。
- 西武観光バスと西鉄高速バスの共同運行で高速バスの「Lions Express」が2011年12月から2015年5月まで運行されていた。西武は現行のライオンズロゴ、西鉄は西鉄時代のライオンズロゴを車体に描いた車両を使用。
- 福岡本拠地時代の復刻ユニフォームは福岡ドームでのソフトバンク主催試合でも着用していた。2014年は相手側のイベントに合わせる形で埼玉移転後のものを着用した。着用日は以下の通りで、着用するユニフォームはその年のライオンズ・クラシックで使用するものと同じ。
  - 2008年7月15日-16日
    - 7月15日は「西鉄メモリアルデー」で着用。試合前にセレモニーも行われた。

  - 2010年7月19日-21日
  - 2011年7月18日-20日
  - 2012年7月4日
    - ホーム開催同様西武の監督・コーチ・選手全員が背番号「24」を着用。同日の試合終了を持って正式に永久欠番として制定された。

  - 2014年8月19日-20日
    - ソフトバンクもダイエー時代の初代ホーム用ユニフォームを着用し、『福岡クラシック』の興行名で開催した。
- 2018年5月1日から3日まで京セラドーム大阪で行われたオリックス主催試合では、オリックスの復刻ユニフォームイベントである『KANSAIクラシック』に合わせ、西武も同年のライオンズ・クラシックで使用したユニフォームを着用した。オリックスは阪急時代の1985年から1988年までのビジター用の復刻ユニフォームを着用した[12]。